# 쿤센트미클로시

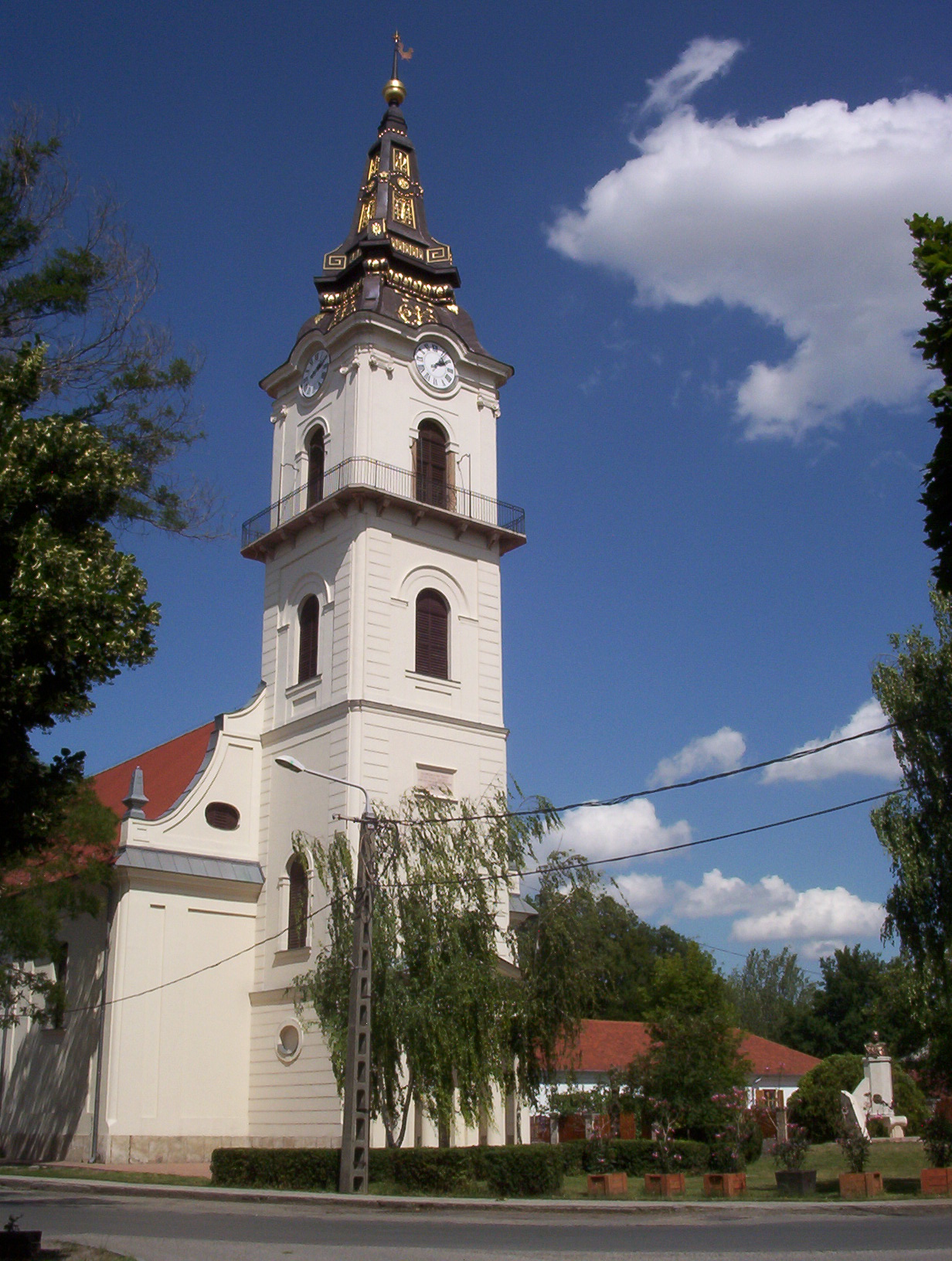
쿤센트미클로시에 위치한 교회당

쿤센트미클로시(헝가리어: Kunszentmiklós)는 헝가리 바치키슈쿤주에 위치한 도시로 면적은 47.33km2, 인구는 11,432명(2004년 기준), 인구 밀도는 240명/km2이다. 쿤센트미클로시구의 행정 중심지이기도 하다. 케치케메트에서 북서쪽으로 46km, 부다페스트에서 남쪽으로 54km 정도 떨어진 곳에 위치한다.

시기
시 문장